# Kevin Gilbert
Kevin Matthew Gilbert, född 20 november 1966 i Sacramento, Kalifornien, USA, död 17 maj 1996 i Los Angeles, USA, var en amerikansk sångare, musiker och kompositör. Hans karriär inleddes med den egna gruppen Giraffe som vann Yamaha SOUNDCHECK International Rock Music Competition år 1988. Gruppen släppte två studioalbum; The Power Of Suggestion (1987) och The View From Here (1988). Han var sedan medlem i gruppen Toy Matinee som släppte ett självbetitlat album år 1990. Två singlar från albumet, "The Ballad of Jenny Ledge" och "Last Plane Out" fick viss uppmärksamhet och bägge nådde plats 23 på den amerikanska musiktidningen Billboards main stream rock tracks-lista. 
Kevin Gilbert hade ett förhållande med Sheryl Crow och medverkade på hennes debutalbum Tuesday Night Music Club som släpptes 1993. Deras förhållande tog slut strax efter skivan släpptes. 
Hans första soloalbum Thud släpptes 1995. Efter hans död har ytterligare skivor släppts såsom The Shaming of the True (2000), The Kaviar Sessions (2002), Nuts (2009) och Bolts (2009).

## Diskografi
Soloalbum
- Thud (1995)
- Live At The Troubadour (Kevin Gilbert & Thud) (1999)
- The Shaming of the True (2000)
- Nuts (2009)
- Bolts (2009)

Album med Giraffe
- The Power Of Suggestion (1987)
- The View From Here (1989)
- Giraffe (1999) (samlingsalbum)

Album med andra artister
- No Reasons Given (N.R.G. – Kevin Gilbert & Jason Hubbard) (1984)
- EE Ticket (med Marc Bonilla) (1991)
- Tuesday Night Music Club (med Sheryl Crow) (1993)
- Toy Matinee (med Toy Matinee) (2001)
- Supper's Ready – A Tribute To Genesis (div. artister) (1995)
- Tales From Yesterday – A Tribute To Yes (div. artister) (1995)
- Giant Tracks – A Tribute To Gentle Giant (div. artister) (1997)
- The Kaviar Sessions (med Kaviar) (2002)
- Kevin Gilbert Performs Toy Matinee Live (med Toy Matinee) (2010)